# بخش آنگورا، شهرستان سنت لوئیس، مینه سوتا
بخش آنگورا (به انگلیسی: Angora Township) یک منطقهٔ مسکونی در ایالات متحده آمریکا است که در شهرستان سنت لوئیس، مینه‌سوتا واقع شده‌است.
 بخش آنگورا ۹۴٫۲ کیلومتر مربع مساحت و ۲۴۹ نفر جمعیت دارد و ۴۱۷ متر بالاتر از سطح دریا واقع شده‌است.